# Humble Pie
Humble Pie est un groupe britannique de rock, originaire du comté d'Essex, en Angleterre. Formé en 1969, il connut du succès autant dans sa terre natale qu'aux États-Unis et au Canada. La formation originale comprenait l'ex-Small Faces Stephen Marriott à la guitare, à l'orgue, à l'harmonica et au chant, l'ancien guitariste-chanteur du groupe The Herd Peter Frampton qui jouait aussi de l'orgue occasionnellement, le bassiste Greg Ridley qui jouait auparavant avec The VIP's et Spooky Tooth ainsi que le batteur de dix-sept ans Jerry Shirley, ancien membre de la formation Apostolic Intervention.

## Histoire

### Débuts et premiers succès dans les charts (1969–1970)
La rencontre de Marriott et Frampton se déroule lors de l'enregistrement de l'album de la superstar francaise Johnny Hallyday où Frampton joue la guitare avec Mick Jones futur Foreigner et Marriott est crédité sur plusieurs titres de l album. C'est à la suite de cette rencontre qu'ils décident de fonder un groupe de blues rock car la direction que prenaient les Small Faces n'était pas dans les plans de Marriott. Après avoir présenté son nouvel ami Peter Frampton aux autres membres du groupe Small Faces dans le but de l'intégrer à la formation et devant le refus de ces derniers de l'accueillir, Steve quitte dans le but de former un autre combo, ainsi naquit Humble Pie. Après avoir quitté les Small Faces, Marriott, forme donc Humble Pie avec Peter Frampton, Greg Ridley et Jerry Shirley, en janvier 1969. Le nom du groupe leur a été suggéré par le guitariste britannique Alexis Korner qui fut accepté par les musiciens, ils rencontrent alors Andrew Loog Oldham et le convainquent de les signer sur Immediate Records, son nouveau label reconnu pour avoir signé des formations comme The Nice, Amen Corner et Fleetwood Mac.
Leur premier single, Natural Born Bugie (connu en Amérique sous le titre Natural Born Woman) sort le 8 août 1969 et se classe en quatrième position des charts britanniques. Il est rapidement suivi par l'album As Safe As Yesterday Is qui, lui, se hisse en 32e place des charts. Le groupe entreprend une première tournée en Angleterre avec, en première partie, le tout jeune David Bowie. Le succès du premier album se confirme pendant les concerts d'après l'accueil accordé au groupe. Il est suivi par leur deuxième album Town and Country sorti la même année alors que le groupe est en tournée aux États-Unis, et qui contient plus de pièces acoustiques que son prédécesseur. Chacun des membres a collaboré à l'écriture des chansons. En concert, le groupe consacre une partie à des pièces acoustiques, dont leur version toute personnelle d'une chanson de Graham Gouldman, For Your Love qui sera popularisée par les Yardbirds.

### Succès (1970–1971)
La maison de disques Immediate Records faisant faillite en 1970 , le groupe doit trouver un nouveau contrat et c'est avec A&M Records que cela se concrétise la même année. Le premier album avec cette maison de disques : Humble Pie sort à la fin de l'année. Cet album débute avec le long blues Live With Me, une composition du groupe sur un texte de Steve Marriott, avec l'orgue Hammond omniprésent joué par ce dernier. Un single tiré de cet album, Big Black Dog, est publié mais ne se classe pas dans les charts. Pourtant le groupe est de plus en plus reconnu pour ses concerts, surtout aux États-Unis où le groupe fait sensation.
En 1971, Humble Pie sort son album le plus fameux en date, Rock On, qui contient une pièce de Muddy Waters, Rollin' Stone ainsi que Shine On de Peter Frampton. S'y retrouvent des choristes et musiciens de renom comme les Soul Sisters Doris Troy, P.P. Arnold et Claudia Lennear, Alexis Korner à la guitare - ce dernier se rappellera le talent des musiciens du groupe en faisant appel à eux à l'occasion sur ses albums -, B J Cole à la pedal steel et Bobby Keys au saxophone.
Toujours en 1971, le groupe sort l'album enregistré en concert Performance Rockin' the Fillmore qui se retrouve en 21e position du Billboard 200 et est certifié disque d'or par la RIAA. Peter Frampton quitte toutefois le groupe pour connaître le succès en tant qu'artiste solo. Il ese qui provoque le depart de frampton est surtout le changement de direction musicale qu officie marriott pour du r and b remplacé par Dave « Clem » Clempson, ancien guitariste de Colosseum. Le groupe penche alors vers un son plus dur, laissant plus de place aux influences blues et soul de Marriott. La même année, Steve, en compagnie de Ridley et Shirley, retrouve Alexis Korner et les trois musiciens du Pie participent à l'album éponyme de ce guitariste britannique de blues. Ils ne jouent que sur une chanson, Alexis' Boogie, mais ils y côtoient quand même B.B. King qui y joue la guitare acoustique. Steve retrouvera Alexis en 1972 sur un album du groupe Snape, fondé avec d'anciens King Crimson, Boz Burrell, Mel Collins et Ian Wallace ; l'album est intitulé Accidentally Born in New-Orleans, il y joue l'orgue Hammond et fait les chœurs sur une chanson, Country Shoes qui clôt l'album.

### Années Clempson (1972–1974)

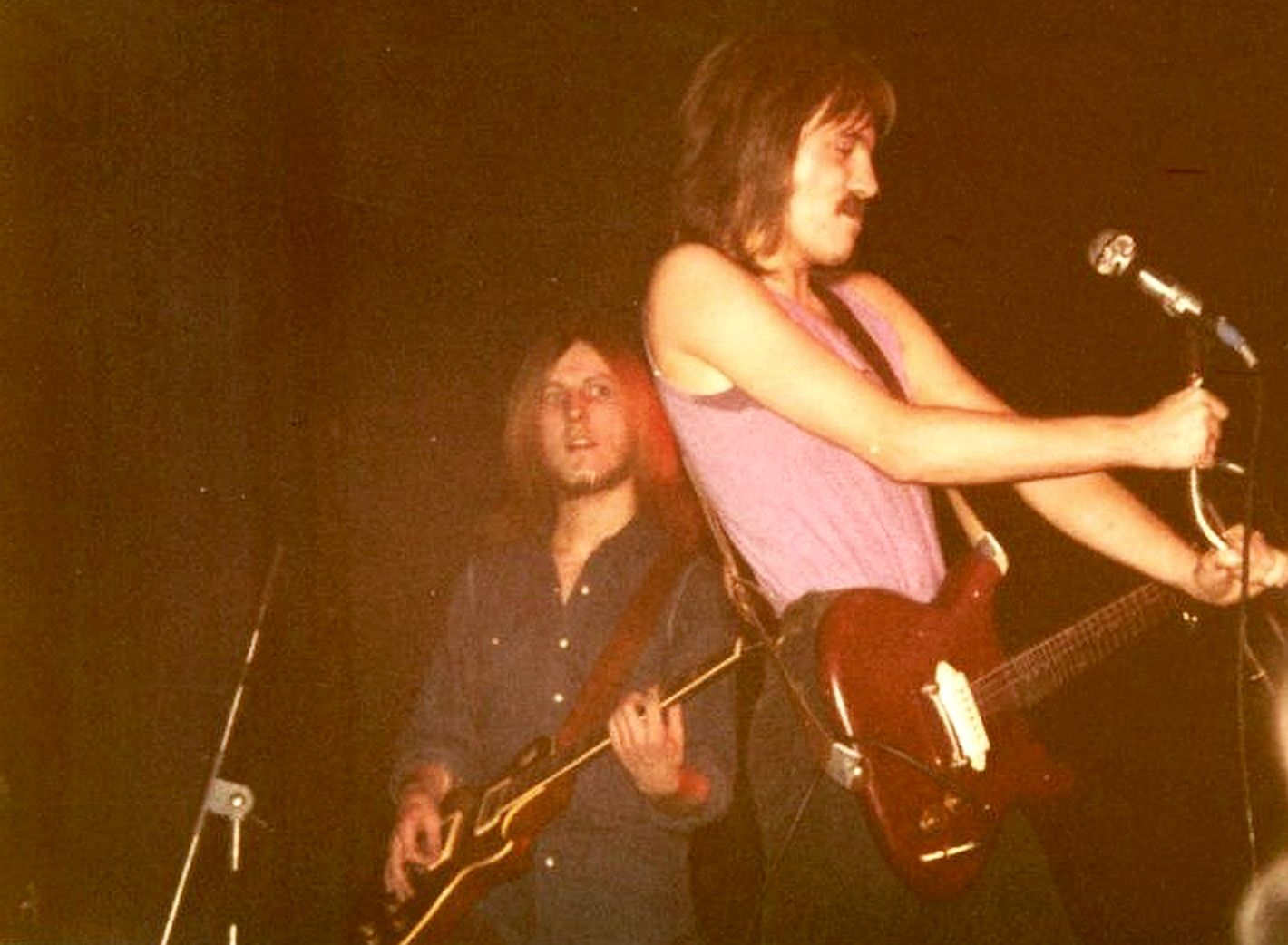
Clem Clempson (gauche) et Marriott avec Humble Pie en 1972.

Le premier album de Humble Pie avec Clempson, Smokin', voit le jour en 1972. Il contient les hits majeurs 30 Days in the Hole - qui traite de la drogue - avec Madeline Bell et Doris Troy aux chœurs, ainsi que Hot n' Nasty avec Stephen Stills aux chœurs. Il se hisse à la sixième place des charts en Amérique, aidé en cela par une tournée fort occupée, et devient leur album le plus fructueux commercialement. Après un tel succès, la maison de disques A&M Records décide de réunir les deux premiers disques du groupe, jadis publiés sur Immediate Records, en un double album, Lost and Found, en 1973.
À la recherche d'un son plus RnB, Marriott engage alors le trio de choristes The Blackberries, (composé de Venetta Fields, Clydie King et Shirlie Matthews qui sera éventuellement remplacée par Billie Barnum), qui ont œuvré auparavant avec Ray Charles, et avec Ike et Tina Turner sous le nom The Ikettes. Cette nouvelle formation avec l'ajout de Sidney George au saxophone, enregistre alors l'album Eat It, un album double qui sort en 1973, et se hisse aux États-Unis en 13e position du Billboard 200 alors qu'il plafonne à la 34e place en Angleterre. Alternant entre des pièces écrites par Marriott et des reprises, (entre autres Black Coffee de Ike et Tina Turner,I Believe to My Soul de Ray Charles, et le classique de Roosevelt Jamison That's How Strong My Love is), l'album presente 4 faces ayant chacune leur personnalité. La face 1 est plus rock 'n' roll, la face 2 contient des reprises RnB, la face 3, quant à elle, renferme des chansons acoustiques de Marriott alors que la face 4 présente le groupe en concert. Il s'agit de leur 3e album double en à peine 18 mois, après la compilation de 1972 Lost and Found et le live Rockin' the Fillmore de 1971. Marriott produit l'album lui-même et l'enregistre dans son nouveau studio, qu'il a baptisé Clear Sound dans une ancienne grange reconvertie en studio à Moreton, Essex. La première chanson de cet album, Get Down to It apparait dans le jeu vidéo Grand Theft Auto: San Andreas.
En 1974, paraît l'album Thunderbox, composé de dix-sept chansons dont sept reprises, telles que Anna (Go to Him) d'Arthur Alexander (déjà reprise par les Beatles sur leur premier album Please Please Me), No Money Down de Chuck Berry, ainsi que Drift Away de Mentor Williams, et cinq chansons du groupe dont la pièce-titre et No Way. Mel Collins, ex-King Crimson, est invité à collaborer au saxophone sur l'album, ainsi que les Blackberries aux chœurs. Toujours en 1974, Steve est invité de nouveau par Alexis Korner à participer à un nouvel album intitulé Get off My Cloud sur lequel joue aussi son ancien comparse Peter Frampton. Ils jouent sur plusieurs des dix chansons de ce disque. Puis la même année, Steve et Humble Pie participent à un album un peu spécial, The Scrubbers Sessions, avec d'autres musiciens, dont Boz Burrell à la basse, Tim Hinkley à l'orgue et au piano, B J Cole à la pedal steel, Mel Collins au saxo et Ian Wallace à la batterie ainsi que les choristes Clydie King, Venetta Fields et Vicki Brown. Cet album de 20 chansons est publié en 1999 sous le label Eagle Records sous le titre Humble Pie : The Scrubbers Sessions.

### Séparation (1975)
En 1975, voit le jour l'album Street Rats, le dernier avant le départ du groupe en tournée avec le Goodbye Pie Tour, puis sa séparation à la fin de la tournée. Sur Street Rats, le groupe reprend cinq chansons d'autres compositeurs, dont Rock and Roll Music de Chuck Berry, et Let Me Be Your Lovemaker de Betty Wright.  Mais la grande surprise vient du fait que Humble Pie reprend 3 chansons des Beatles, We Can Work It Out, Rain et Drive My Car interprétées dans un style beaucoup plus bluesy, les rendant parfois difficilement reconnaissables. Mel Collins au saxophone (de nouveau) et Tim Hinkley aux claviers prêtent main-forte pour ce dernier album du groupe avec cette formation[réf. nécessaire].
La même année, Marriott réunit les Small Faces, mais sans Ronnie Lane. Deux albums seront produits, mais ces disques sont des échecs commerciaux et provoquent la séparation du groupe à nouveau.

### Premier retour (1979–1983)
En 1979, Marriott ravive le groupe avec le fidèle Jerry Shirley qu'il a retrouvé, et de nouveaux membres, dont le guitariste Bobby Tench du Jeff Beck Group et le bassiste américain Anthony « Sooty » Jones. Ayant soumis une chanson co-écrite par Steve Marriott et Jerry Shirley à différentes maisons de disques, ils finissent par signer avec une filiale d'Atlantic Records, Atco, en Amérique alors qu'en Grande-Bretagne leurs disques sortent sur Jet Records, une compagnie appartenant à l'ancien gérant des Small Faces, Don Arden. L'album On to Victory sort et un single, Fool for a Pretty Face atteint la 52e place du Billboard Hot 100 américain en 1980. L'album quant à lui atteint la 60e place toujours en Amérique. Le groupe participe ensuite au Rock n' roll Marathon en compagnie de Ted Nugent et d'Aerosmith, puis enregistre l'album Go for the Throat, qui à l'origine, devait être un disque orienté plus vers le rhythm and blues (mais la maison de disque préféra un album plus commercial). Au début d'une tournée pour cet album, Steve s'écrase la main dans l'entrebâillement d'une porte de chambre d'hôtel et se voit forcé de reporter des dates de concerts. À la suite de cette blessure, il développe un ulcère duodénal, qui annule ainsi le reste de la tournée. Puis le groupe se sépare une fois de plus, à la suite de différends contractuels avec la maison de disques[réf. nécessaire].
En 1982, Steve Marriott revient sur la route avec le bassiste Jim Leverton, l'ex-claviériste de Steppenwolf Goldy McJohn et le batteur Fallon Williams. Au départ, ce groupe devait s'appeler The Official Receivers, puis The Three Trojans après le départ de McJohn, voire simplement The Pie, mais à la suite de pressions des promoteurs, on[Qui ?] opte pour le retour de Humble Pie. Goldy McJohn doit quitter à la suite de problèmes de consommation de drogue et le trio restant poursuit la tournée déjà organisée en Australie sous le nom de Small Faces pour satisfaire les organisateurs de la tournée[réf. nécessaire].
En janvier 1983, le bassiste Fallon Leverton rencontre des problèmes avec l'immigration américaine et est alors déporté en Angleterre. Basé à Atlanta, en Géorgie, la terre natale de sa seconde épouse Pamela Stephens, Marriott continue de donner des concerts dans les clubs locaux sous le nom de Humble Pie, aidé de musiciens tels que Keith Christopher, natif d'Atlanta et ancien bassiste du groupe The Brains, ainsi que de Tommy Johnson, comme guitariste et toujours de Fallon Williams à la batterie[réf. nécessaire]. Après avoir signé un contrat avec les disques Capricorn, annulé à la suite d'une faillite de la maison de disques, la formation se dirige vers les studios Pyramid Eye, à Chattanooga, dans le Tennessee, pour enregistrer trois nouvelles pièces, mais cela n'aboutit à rien. Puis, après que Tommy Johnson ait raté un concert, il est automatiquement remplacé par un autre membre du groupe The Brains, Rick Richards. Enfin, alors que le groupe avait été pressenti pour enregistrer des démos avec le producteur de (Yes), Rick Richards et Keith Christopher ratent la session, faisant entrer Marriott dans une telle colère qu'il les congédie sur le champ tous les deux. La session a quand même lieu avec Fallon à la batterie, et Dave Hewitt (ex-Babe Ruth), comme bassiste. Ces démos ne rencontrent finalement aucun succès auprès des maisons de disques, Marriott dissout cette formation de Humble Pie et, sa femme l'ayant quitté, il retourne en Angleterre à la fin de 1983[réf. nécessaire].

### Deuxième retour (1988–2002)
Le batteur original de la formation, Jerry Shirley, obtient les droits pour le nom Humble Pie et reforme le groupe avec de nouveaux musiciens en 1988. Shirley est le seul musicien original du groupe, aidé  au chant et à la guitare par Charlie Hunh (qui a déjà œuvré avec Ted Nugent et Gary Moore), les autres membres étant Wally Stocker (anciennement du groupe The Babys) à la guitare et Anthony « Sooty » Jones à la basse. Ce dernier est ensuite remplacé par Sean Beavan, qui avait produit un single pour Humble Pie dans le passé (Still Rockin de 1989), avant de produire aussi des musiciens et groupes comme Marilyn Manson, Nine Inch Nails, Slayer, System of a Down et No Doubt. En août 1989, ils apparaissent dans cette formation aux célébrations du 20e anniversaire du festival de Woodstock qui est retransmis en direct à la télévision américaine ainsi que dans d'autres pays[réf. nécessaire].
En 1990, Scott Allen remplace Beavan à la basse et un peu plus tard cette même année, le guitariste Allan Greene prend la place de Stocker. Puis le bassiste San Nemon se joint à cette version du groupe entre 1992 et 1996 et Brad Johnson prend ensuite sa place à partir de 1996. En décembre de cette même année, Jerry Shirley est remercié après qu'une somme indéterminée d'argent amassée pour une œuvre de charité ait été dérobée. Il retrouve l'argent et poursuit la station WNCX pour accusation injustifiée, puis en août 1999, il est gravement blessé dans un accident d'auto et après sa convalescence à l'hôpital, retourne en Grande-Bretagne auprès de sa femme et ses enfants[réf. nécessaire].
En 2000, Charlie Huhn continue sous le nom Humble Pie pour honorer des contrats déjà signés, avec le guitariste Rick Craig, anciennement des groupes Halloween et MC5, le bassiste Kent « Bubb » Gascoyne et le batteur Jamie Darnell. Plus tard dans l'année, le guitariste Patrick Thomas prend la place de Rick Craig, puis le groupe se sépare, après la tournée, alors que Charlie Hunh va remplacer le regretté « Lonesome » Dave Peverett au sein de Foghat[réf. nécessaire].

### Décès de Marriott et Ridley (1991–2003)
Frampton et Marriott reprennent contact en 1990, alors qu'une étroite collaboration entre les deux guitaristes et amis donne lieu à deux chansons, The Bigger they Come et une autre au titre prémonitoire, I Won't Let You Down avec Steve au chant. Toutes deux apparaitront sur l'album compilation de Peter, Shine on ; A Collection sorti en 1992. Il semble qu'ils projetent alors de remettre Humble Pie sur les rails, et avec la notoriété dont jouissait Frampton avec sa carrière solo, le projet paraissait devoir réussir. Ils se quittent ce soir-là heureux de voir enfin l'horizon plus prometteur pour Marriott. Mais le 20 avril 1991, après avoir consommé de la cocaïne et de grandes quantités d'alcool mêlées à du valium, Steve se couche avec une cigarette allumée et sombre dans un profond sommeil immédiatement après. Un grand incendie se déclare, et Marriott décède durant ce sinistre, agé de seulement 44 ans.
Toujours en Angleterre, le batteur Jerry Shirley reforme le groupe une fois de plus en 2001, avec le bassiste original de la formation Greg Ridley, le guitariste et chanteur Bobby Tench et le guitariste rythmique Dave Colwell de Bad Company. Ils gravent ensemble l'album Back on Track qui sort en 2002 sur Sanctuary Records, enregistré aux Studios Jacobs et aux Studios Astoria sur la péniche de David Gilmour (Shirley et Gilmour avaient travaillé ensemble sur les deux albums solos de Syd Barrett en 1970). Les claviéristes Zoot Money et Victor Martin sont invités pour les enregistrements. Une brève tournée est organisée en Allemagne avec le groupe Company of Snakes, et un claviériste, Dean Rees, se joint au groupe mais lorsque Shirley tombe malade, la tournée est annulée et Humble Pie se sépare[réf. souhaitée].
Jerry Shirley est aussi du concert hommage pour célébrer le 10e anniversaire de la mort de Steve Marriott qui a lieu au London Astoria en 2001, en compagnie d'anciens membres du groupe, Peter Frampton, Dave « Clem » Clempson, et Greg Ridley. Un autre ancien, le guitariste Bobby Tench, est de la soirée en compagnie de Zak Starkey le fils de Ringo Starr, le claviériste John Bundrick ainsi que le bassiste Rick Wills. Ce concert est publié sur DVD en 2005 sur Chrome Dreams intitulé The Steve Marriott Astoria Memorial Concert 2001 et aussi sur CD sous le titre One More for the ol' Tosser en 2006.
Greg Ridley meurt le 19 novembre 2003 à Alicante, en Espagne, des suites d'une pneumonie et de complications subséquentes, à l'âge  de 56 ans.

### Réunion et tournée sans Jerry Shirley (2018)
En 2018, Jerry Shirley possédait toujours le nom Humble Pie et a lancé une nouvelle programmation avec laquelle il dirigerait mais pas en tournée. Shirley a déclaré : « Nous avons tous un grand sentiment d'amour et de fierté pour Humble Pie, les (anciens) membres de leurs familles et ce que nous avons pu accomplir et il va sans dire que personne ne remplacera jamais Steve, Peter ou aucun membre de mon objectif est de garder intact l'héritage de Humble Pie en tant que l'un des plus grands groupes live du rock, tout en comblant le besoin de générations de nos fans bien-aimés de profiter à nouveau de notre musique interprétée en direct par des musiciens de classe mondiale[réf. nécessaire]. »
Shirley a choisi Dave « Bucket » Colwell, qui avait joué et enregistré avec le groupe sur l'album Back on Track, sorti en 2002, pour diriger le groupe en tournée en tant que coleader et guitariste soliste, aux côtés de l'ancien chanteur de Savoy Brown et de Cactus Jimmy Kunes. La nouvelle formation comprenait le second guitariste James « Roto » Rotondi, le bassiste David C. Gross et le batteur Bobby Marks. Ils ont commencé une tournée de quinze spectacles aux États-Unis le 31 août 2018 à Riverhead, (Etat deNew York). Le groupe a interprété des chansons du catalogue Humble Pie ainsi que des chansons d’autres telles que Can’t Get Enough (of your Love) de Bad Company et All Right Now de Free.

## Discographie

### Albums studio
- 1969 : As Safe As Yesterday Is (Immediate Records)
- 1969 : Town and Country (Immediate Records)
- 1970 : Humble Pie (A&M Records)
- 1971 : Rock On (A&M Records)
- 1972 : Smokin' (A&M Records)
- 1973 : Eat It (A&M Records) (double album)
- 1974 : Thunderbox (A&M Records)
- 1975 : Street Rats (A&M Records)
- 1980 : On to Victory (ATCO Records)
- 1981 : Go for the Throat (ATCO) (dernier album avec Marriott)
- 1999 : Humble Pie : The Scrubbers Sessions (Eagle Records) (enregistré en 1974, paru aussi sous le titre Steve Marriott Scrubbers en 1996 et 1999)
- 2002 : Back on Track (Sanctuary Records) (avec Jerry Shirley, Greg Ridley, Bobby Tench et Dave Colwell plus des musiciens invités, soit Zoot Money et Victor Martin à l'orgue et John Melling au piano qui jouera plus tard avec les Strawbs.)

### Albums live
- 1971 : Performance Rockin' the Fillmore (A&M Records) (double album)
- 1995 : King Biscuit Flower Hour Presents: Humble Pie In Concert (live 1973) (King Biscuit Flower Hour Records)
- 1996 : In Concert (1996) - (King Biscuit Entertainment) (réédition du précédent)
- 2000 : Extended Versions (BMG)
- 2000 : Natural Born Boogie: The BBC Sessions (Fuel)
- 2002 : Live at the Whiskey A-Go-Go '69 (Sanctuary)
- 2006 : One More for the ol' Tosser (Wapping Wharf)
- 2013 : Performance Rockin' the Fillmore: The Complete Recordings (Omnivore Recordings) (boîtier 4 CD)

### Singles
- 1969 : Natural Born Bugie / Wrist Job
- 1969 : The Sad Bag of Shaky Jake" / Cold Lady
- 1970 : Big Black Dog / Strange Days
- 1970 : Big Black Dog / Only A Roach
- 1971 : Shine On / Mister Ring
- 1971 : I Don't Need No Doctor / "A Song For Jenny
- 1972 : Hot 'n' Nasty / You're So Good For Me
- 1972 : 30 Days in the Hole / C'mon Everybody / Road Runner
- 1973 : Get Down To It / Honky Tonk Women
- 1973 : Shut Up and Don't Interrupt Me / Black Coffee
- 1973 : Black Coffee / Say No More
- 1974 : Oh la de Da / The Outcrowd
- 1974 : Ninety-Nine Pounds / Rally With Ali
- 1975 : Rock 'n' Roll Music/ Scored Out
- 1980 : Fool for A Pretty Face/ You Soppy Prat

### Compilations
- 1973: Lost and Found - A&M - Album double réunissant les 2 premiers albums
- 1976: Back Home Again -Immediate
- 1982: Best of Humble Pie - A&M
- 1987: Humble Pie Classics Volume 14 1987 A&M
- 1994: Early Years - Griffin
- 1994: Hot n' Nasty: The Anthology - A&M - Album double
- 1997: The Scrubbers Sessions - Paradigm
- 1999: The Immediate Years: Natural Born Boogie - Recall
- 1999: Running With The Pack - Pilot
- 2000: Natural Born Boogie: The BBC Sessions - Fuel
- 2000: Twentieth Century Masters: The Millennium Collection - A&M
- 2005: The Atlanta Years - Wapping Wharf - Disque Double
- 2006: Definitive Collection - A&M

### Participations
- 1967 :  Their Satanic Majesties Request des Rolling Stones - Steve Marriott à la guitare acoustique et aux chœurs sur la pièce In Another Land.
- 1967 : Dear Mr Fantasy de Traffic - Steve Marriott ainsi que les Small Faces au chant et percussions sur Berkshire Poppies.
- 1967 : My Way of Giving - single de Chris Farlowe and the Thunderbirds - Steve Marriott contribue à la guitare et au chant sur ce single produit par Mick Jagger et pour cette formation des Thunderbirds, Carl Palmer était le batteur. Cette chanson My Way of Giving fut écrite par Steve Marriott et Ronnie Lane.
- 1970 : The Madcap Laughs de Syd Barrett - Jerry Shirley joue la batterie sur ce premier album solo de l'ex-fondateur de Pink Floyd, il y rencontre David Gilmour et Roger Waters, ainsi que des musiciens de Soft Machine, Hugh Hopper à la basse et Mike Ratledge à l'orgue.
- 1970 : Barrett de Syd Barrett  - Jerry Shirley retrouve à nouveau Syd Barrett et David Gilmour et fait la rencontre de Richard Wright pour ce deuxième et dernier album solo officiel de Barrett avant sa réclusion.
- 1971 : Alexis Korner de Alexis Korner - Steve Marriott à l'harmonica, Greg Ridley à la basse et Jerry Shirley à la batterie jouent sur une chanson de cet album, Alexis Boogie.
- 1971 : Midnight Lady de Mott the Hoople - Steve Marriott fait les chœurs.
- 1972 : Accidentally Born in New-Orleans du groupe Snape avec Alexis Korner - Steve Marriott joue l'orgue sur une chanson, Country Shoes. Ce groupe, Snape, était formé d'anciens de King Crimson, soit Boz Burrell à la basse, Mel Collins au saxophone, claviers et flûtes et Ian Wallace à la batterie.
- 1973 : The Sessions... Recorded in London with Great Artists de Jerry Lee Lewis. - Peter Frampton est guitariste sur cet album double du maître du rock n' roll. Kenny Jones des Small Faces est aussi de la partie comme batteur.
- 1974 :  Essence to Essence de Donovan - Peter Frampton à la guitare électrique sur cet album.
- 1974 : Get off My Cloud d'Alexis Korner - Steve Marriott et Peter Frampton jouent sur plusieurs pièces de cet album. D'abord Steve joue la guitare sur Tree top fever, Strange and Deranged et la pièce-titre qui est une composition de Jagger-Richards. Puis Peter tient aussi la guitare sur les chansons suivantes, I got cha' number, The Wasp (Texas Radio) une reprise des Doors, You Are My Sunshine, Slow down, Ain't that Peculiar et finalement Get off My Cloud avec Marriott. On retrouve aussi sur cet album de Korner, des invités prestigieux comme Neil Hubbard à la guitare, Nicky Hopkins au piano, Keith Richards aussi à la guitare et aux chœurs ainsi que Rick Wills à la basse et Morris Pert aux percussions.
- 1984 : One Man Mission de Jim Capaldi - Steve Marriott joue la guitare. Avec entre autres Carlos Santana et Snowy White, ainsi que George Harrison et Eric Clapton sur cet album solo de l'ex-batteur-percussionniste de Traffic.
- 1992 : Peter Frampton : Shine On - compilation de Peter Frampton. Deux chansons furent enregistrées avant le décès de Steve Marriott, The bigger they come et I won't Let You Down, cette dernière a un titre prémonitoire.

### DVD
- Humble Pie Live Media Compilation 1968-1974 - 2012
- Humble Pie Live At The Whiskey A Go Go '69 - 2002
- Steve Marriott Astoria Memorial Concert - 2005
- Humble Pie Ultimate Live Rarities Collection 6 DVD -
- Humble Pie Live At The Rainbow Theatre 1974 -
- Live At The Don Kirshner's Rock Concert 1974 -
- Live In Chicago 1980 -
- Live In South Carolina 1982 -
- Video Anthology -
- Steve Marriott - Live In Chicago 1980 -
- Humble Pie - Special Edition EP 2003 -

## Médias
En 2005, leur chanson Get Down to It est incluse dans le jeu vidéo Grand Theft Auto: San Andreas sur la radio rock K-DST. 
Leur chanson Cocaine (sous le nom de Steve Marriott's Scrubbers) est aussi incluse dans le jeu Grand Theft Auto IV, sorti en avril 2008 sur la radio Musiques de Grand Theft Auto IV#Liberty Rock Radio 97.8. Puis en 2013, 30 Days in the Hole est de même incluse dans le jeu vidéo Grand Theft Auto V sur Los Santos Rock Radio.